# Pedro Jaro
Pedro Luis Jaro Reguero (ur. 22 lutego 1963 w Madrycie) – hiszpański piłkarz występujący na pozycji bramkarza.

## Życiorys
Podczas kariery juniorskiej występował w CDC Moscardó. Karierę seniorską rozpoczął w 1982 roku w Cádiz CF. W 1988 roku został piłkarzem CD Málaga, skąd dwa lata później przeszedł do Realu Madryt. W 1994 roku został zawodnikiem Betisu. W klubie tym zdobył Trofeo Zamora za sezon 1994/1995. W 1997 roku przeszedł do Atlético Madryt, w którym to klubie zakończył karierę dwa lata później.

## Sukcesy
- Superpuchar Hiszpanii (1990, 1993)
- Puchar Króla (1992/1993)
- Trofeo Zamora (1994/1995)

## Statystyki ligowe
| Sezon     | Klub            | Liga             | Mecze | Gole |
| --------- | --------------- | ---------------- | ----- | ---- |
| 1982/1983 | Cádiz CF        | Segunda División | 0     | 0    |
| 1983/1984 | Cádiz CF        | Primera División | 1     | 0    |
| 1984/1985 | Cádiz CF        | Segunda División | 7     | 0    |
| 1985/1986 | Cádiz CF        | Primera División | 26    | 0    |
| 1986/1987 | Cádiz CF        | Primera División | 3     | 0    |
| 1987/1988 | Cádiz CF        | Primera División | 30    | 0    |
| 1988/1989 | CD Málaga       | Primera División | 34    | 0    |
| 1989/1990 | CD Málaga       | Primera División | 37    | 0    |
| 1990/1991 | Real Madryt     | Primera División | 8     | 0    |
| 1991/1992 | Real Madryt     | Primera División | 3     | 0    |
| 1992/1993 | Real Madryt     | Primera División | 12    | 0    |
| 1993/1994 | Real Madryt     | Primera División | 0     | 0    |
| 1994/1995 | Real Betis      | Primera División | 38    | 0    |
| 1995/1996 | Real Betis      | Primera División | 40    | 0    |
| 1996/1997 | Real Betis      | Primera División | 2     | 0    |
| 1997/1998 | Atlético Madryt | Primera División | 1     | 0    |
| 1998/1999 | Atlético Madryt | Primera División | 2     | 0    |